# پابلیسیز سیپینت
پابلیسیز سیپینت (انگلیسی: Publicis Sapient) شرکت خوشه‌ای آمریکایی است، که در سال ۱۹۹۰ توسط شرکت پوبلیسیز تأسیس شد.